# Paul Rée
Paul Rée (* 21. November 1849 in Buschenhagen, Pommern; † 28. Oktober 1901 in Celerina, Schweiz) war ein deutscher empiristischer Philosoph und späterer Arzt.

## Leben

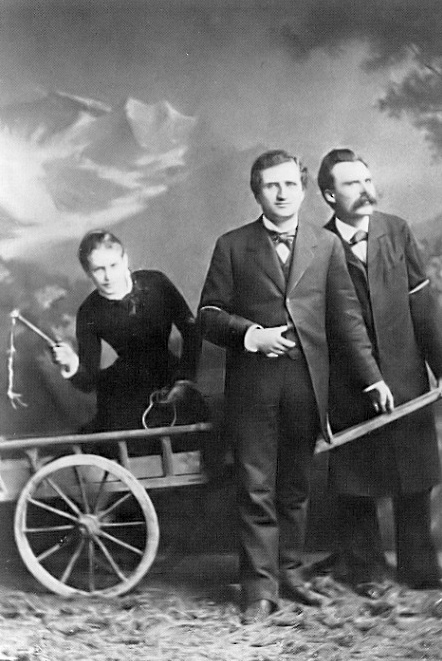
Paul Rée mit Lou von Salomé und Friedrich Nietzsche, Aufnahme von Jules Bonnet

Rée war der zweite Sohn und das dritte Kind konvertierter jüdischer Rittergutsbesitzer, des Gutsherrn und Particular Ferdinand Philipp Rée aus Hamburg und dessen Frau Jenny Julie Philippine Rée, geborene Jenny Emilie Julie Georgine Jonas (* 1825) Paul Rée war Protestant und war am 19. Dezember 1849 in Barth getauft worden. 
Er studierte in Leipzig, Berlin und Zürich zunächst auf Wunsch des Vaters Rechtswissenschaft, dann Philosophie. Als Einjährig-Freiwilliger nahm er am Deutsch-Französischen Krieg teil, wurde allerdings früh verwundet und schied so aus dem Heer aus.
1875 promovierte er „Über den Begriff des Schönen (sittlich Guten) in der Moralphilosophie des Aristoteles“. Sein Versuch, über eine Habilitation in der Wissenschaft Fuß zu fassen, scheiterte 1877.
Schon 1873 hatte er in Basel Friedrich Nietzsche kennengelernt, 1875 entwickelte sich daraus eine Freundschaft. Im Winter 1876/1877 lebte er zusammen mit Nietzsche, Albert Brenner (1856–1878) und Malwida von Meysenbug auf deren Einladung in Sorrent, wo sie gemeinsam philosophische Überlegungen anstellten und arbeiteten. In Sorrent entstand Rées Werk Der Ursprung der moralischen Empfindungen ebenso wie Teile von Nietzsches Menschliches, Allzumenschliches, Ausdruck von Nietzsches Abkehr von Wagner und Hinwendung zum „Réealismus“.
Malwida von Meysenbug und Paul Rée entwickelten einen intensiven Briefwechsel. Die erhalten gebliebenen Briefe Malwida von Meysenbugs sind mehr als nur persönliche Dokumente einer Freundschaft, da der eine als „Materialist“, die andere als „Idealistin“ gegensätzliche Positionen einnahmen, die auch zwei Strömungen im 19. Jahrhundert bezeichnen. Die Briefe bieten auch Einsicht in das biographische Beziehungsgeflecht zwischen Nietzsche und Rée, von Meysenbug und Nietzsche sowie Lou von Salomé.
Die junge Salomé traf Rée auf einer Italienreise 1882, ebenfalls im Umfeld von Meysenbugs. Rée fühlte sich ebenso wie Nietzsche zu Salomé hingezogen. Nach mehrmonatiger Dreiecksbeziehung kam es zum Zerwürfnis mit Nietzsche. Lou und Rée lebten noch bis 1885 zusammen in Berlin, ohne ein Liebespaar zu sein.
Nach einem erneut misslungenen Habilitationsversuch begann Rée 1885 ein Medizinstudium, das er 1890 erfolgreich abschloss.
Sein weiteres Leben verbrachte er überwiegend in Stibbe (Westpreußen). Dort behandelte er als Arzt die Landarbeiter auf dem Rittergut seines Bruders Georg.
1900 gab der Bruder das Gut auf; Paul Rée ging daraufhin nach Celerina im Engadin und arbeitete als Arzt für die Einheimischen. Am 28. Oktober 1901 verunglückte er bei einer Bergwanderung und stürzte in den Inn; ob es tatsächlich ein Unglück oder ein Suizid war, kann nicht geklärt werden.

## Philosophie
Rées Philosophie ist geprägt von einer empiristischen, entlarvenden Betrachtung menschlicher Psyche, insbesondere moralischer Empfindungen.
Im Ursprung der moralischen Empfindungen unterteilt er alle Handlungen in „egoistische“ und „unegoistische“; die Ersteren seien ursprünglich verdammt worden, weil sie anderen Menschen schadeten, zweitere aber gelobt, weil sie der Gemeinschaft nützen. Der Grund für diese Bewertung sei, so Rée, vergessen worden, so dass man heute Egoismus für an sich schlecht und Selbstlosigkeit für an sich gut halte.
Friedrich Nietzsche übernahm zwar die Methode, kritisierte aber einige Zeit nach dem persönlichen Bruch in seiner Genealogie der Moral die Schlussfolgerungen Rées: Diese seien viel zu simpel und basierten auf einer naiven utilitaristischen Sicht.

## Werke
- Psychologische Beobachtungen. 1875.
- Der Ursprung der moralischen Empfindungen. 1877.
- Die Entstehung des Gewissens. 1885.
- Die Illusion der Willensfreiheit. 1885.
- Philosophie. Nachgelassenes Werk. 1903.
- Gesammelte Werke 1875-1885. Eingeleitet, kommentiert und herausgegeben von Hubert Treiber. de Gruyter, Berlin / New York 2004. (Supplementa Nietzscheana, Bd. 7), ISBN 978-3110150315